# Ophryosporus
Ophryosporus es un género de fanerógamas perteneciente a la familia de las asteráceas. Comprende 61 especies descritas y de estas, solo 29 aceptadas.  Es originario de Sudamérica.

## Descripción
Las plantas de este género sólo tienen disco (sin rayos florales) y los pétalos son de color blanco, ligeramente amarillento blanco, rosa o morado (nunca de un completo color amarillo).

## Taxonomía
El género fue descrito por Franz Julius Ferdinand Meyen y publicado en Reise um die Erde 1: 402. 1834. La especie tipo es: Ophryosporus triangularis Meyen	

## Especies aceptadas
A continuación se brinda un listado de las especies del género Ophryosporus aceptadas hasta junio de 2012, ordenadas alfabéticamente. Para cada una se indica el nombre binomial seguido del autor, abreviado según las convenciones y usos.
- Ophryosporus anomalus R.M.King & H.Rob.
- Ophryosporus axilliflorus (Griseb.) Hieron.
- Ophryosporus burkartii Cabrera
- Ophryosporus carchiensis H.Rob.
- Ophryosporus chilca (Kunth) Hieron. - chilca del Perú[6]
- Ophryosporus densiflorus (Benth.) R.M.King & H.Rob.
- Ophryosporus eleutherantherus (Rusby) B.L.Rob.
- Ophryosporus ferreyrii H.Rob.
- Ophryosporus floribundus (DC.) R.M.King & H.Rob.
- Ophryosporus freyreysii (Thunb.) Baker
- Ophryosporus galioides (DC.) R.M.King & H.Rob.
- Ophryosporus hartwegii (B.L.Rob.) R.M.King & H.Rob.
- Ophryosporus heptanthus (Sch.Bip. ex Wedd.) R.M.King & H.Rob.
- Ophryosporus hoppii (B.L.Rob.) R.M.King & H.Rob.
- Ophryosporus johnstonii B.L.Rob.
- Ophryosporus lorentzii Hieron.
- Ophryosporus macrodon Griseb.
- Ophryosporus marchii Sagást. & E.Rodr.
- Ophryosporus mathewsii (B.L.Rob.) R.M.King & H.Rob.
- Ophryosporus paradoxus (Hook. & Arn.) Benth. & Hook. ex Hook.f. & B.D.Jacks.
- Ophryosporus peruvianus R.M.King & H.Rob.
- Ophryosporus pinifolius (Phil.) R.M.King & H.Rob.
- Ophryosporus piquerioides (DC.) Benth. ex Baker
- Ophryosporus pubescens (Sm.) R.M.King & H.Rob.
- Ophryosporus regnellii Baker
- Ophryosporus sagasteguii H.Rob.
- Ophryosporus serratifolius (Kunth) B.L.Rob.
- Ophryosporus triangularis Meyen
- Ophryosporus venosissimus (Rusby) B.L.Rob.